# Gillan
Gillan was een Britse rock- en heavy metalband, die in 1978 werd opgericht door ex-Deep Purple-zanger Ian Gillan.

## Bezetting
Bij oprichting in 1978
- Ian Gillan (zang)
- Colin Towns (keyboards)
- Steve Byrd (gitaar)
- John McCoy (basgitaar)
- Liam Genockey (drums)

Voormalige bezetting
- Bernie Tormé (gitaar, 1979–1981)
- Janick Gers (gitaar, 1981–1982)
- Pete Barnacle (drums, 1978–1979)
- Mick Underwood (drums, 1979–1982)

## Geschiedenis
Ian Gillan richtte de band Gillan in juni 1978 op, die net als Rainbow en Whitesnake kan worden gezien als opvolger van Deep Purple, samen met de toetsenist Colin Towns als opvolgproject van zijn Ian Gillan Band, die tussen 1975 en 1978 een mengeling had gespeeld uit jazz en rock. De eerste bezetting bestond verder uit Steve Byrd (gitaar), Liam Genockey (drums) en John McCoy (basgitaar). In deze formatie produceerde de band hun debuutalbum Gillan, ook wel The Japanese Album, dat in oktober 1978 alleen in Japan werd uitgebracht. Na het live-debuut aan het eind van 1978 bij de Reading en Leeds Festivals, verving Bernie Tormé gitarist Steve Byrd en Mick Underwood drummer Pete Barnacle. Oorspronkelijk zou ex-Deep Purple-drummer Ian Paice het drumstel bespelen, maar die annuleerde zijn komst, waardoor de weg vrij was voor het ex-Episode Six-lid Underwood. Met de beide wissels werd het geluid van de band wilder en harder en ging daardoor meer in de door Gillan gedwongen richting heavy metal.
In 1979 nam Gillan in de klassieke bezetting Gillan, Towns, Tormé, McCoy en Underwood het album Mr. Universe op, dat meerdere songs bevatte uit het debuutalbum. Het album werd geproduceerd door Acrobat Records, maar kwam door het faillissement van het label niet hoger dan een 11e plaats in de Britse hitlijst. Het profiteerde van de opkomende New wave of British heavy metal (NWoBHM)-beweging en bevat naast het titelnummer Mr. Universe de voor de toenmalige tijd zeer snel gespeelde songs Secret of the Dance, Roller en Message in a Bottle. Daarna sloot de band een multi-albumcontract met Virgin Records.
In 1980 verscheen het album Glory Road, dat de 3e plaats en de zilverstatus bereikte in het Verenigd Koninkrijk. Het album verscheen op het hoogtepunt van de NWoBHM en bevatte genre-typische nummers als Unchain your Brain, Running, White Face, City Boy en Sleeping on the Job. Met Glory Road werd met een geringe oplage het bonusalbum For Gillan Fans Only uitgegeven. Het daaropvolgende studioalbum Future Shock met het raprock-nummer No Laughing in Heaven en het metaalachtige (The Ballad Of) The Lucitania Express en Sacre Blue en een coverversie van de klassieker New Orleans van Gary U.S. Bonds werd het succesvolste van de band met een 2e plaats in de hitlijst en een zilveren plaat. Toen de band net op tournee was door Duitsland, verliet gitarist Bernie Tormé de band. Er werd verteld dat Tormé ten gevolge van verzuim voor een optreden voor de hit No Laughing in Heaven, die de band via playback tijdens de tv-show Top of the Pops zou uitvoeren, zou zijn ontslagen.
Eind 1981 werd met de nieuwe gitarist Janick Gers (ex-White Spirit en Iron Maiden) het vijfde studioalbum Double Trouble opgenomen. Het dubbelalbum, dat ook een liveplaat bevatte van het Reading-festival-optreden, kreeg gezien de vernieuwde en softere stijl niet meer de ongedeelde sympathie van de kopers en bereikte slechts de 12e plaats. In 1982 nam Gillan het laatste studioalbum Magic (#17) op. Het album telt als het meest melodische en ook meest psychedelische van de band en bevat onder andere het snelle What's The Matter, het flitsend-metalachtige Demon Driver en een cover van Living for the City van Stevie Wonder. Eind 1982, na het afsluitende optreden in de Londense Wembley Arena ontbond Ian Gillan de band. Ten eerste was er een langere onderbreking nodig wegens een stembandoperatie van Gillan en ten laatste was het verlies aan populariteit daarvoor mede verantwoordelijk. Er werd gespeculeerd dat een reünie van Deep Purple vooraanstaande was en aldus des te meer geschokt waren degene die dit aannamen, toen Gillan zich kortstondig vervoegde bij Black Sabbath.

## Discografie

### Studioalbums
- 1978: Gillan (The Japanese Album)
- 1979: Mr. Universe
- 1980: Glory Road
- 1981: Future Shock
- 1981: Double Trouble
- 1982: Magic

### Livealbums
- 1990: Live at Reading '80, Raw Fruit
- 1998: The BBC Tapes Vol 1: Dead of Night 1979, RPM
- 1998: The BBC Tapes Vol 2: Unchain Your Brain 1980, RPM
- 1999: Live At The BBC - 79/80, Angel Air Records
- 2001: Live Tokyo Shinjuku Koseinenkin Hall, Angel Air
- 2002: On The Rocks Live in Germany, June 1981, Angel Air
- 2002: Live Wembley 17 December 1982, Angel Air
- 2006: Mutually Assured Destruction Glasgow 1982, Angel Air
- 2008: Live At The Marquee 1978, Angel Air
- 2008: No Easy Way CD:Live Hammersmith 1980, DVD: Live Edinburgh 1980, Angel Air
- 2009: Triple Trouble (Recorded live 1981/1982), Edsel

### Albumsamplers
- 1997: The Gillan Tapes Vol. 1, Angel Air
- 1999: The Gillan Tapes Vol. 2, Angel Air
- 2000: The Gillan Tapes Vol. 3, Angel Air
- 2007: Unchain Your Brain: The Best Of Gillan, Music Club
- 2007: The Gillan Singles Box Set, Edsel

### DVD's
- 2006: Live Edinburgh 1980, Angel Air
- 2008: The Glory Years(Recorded live 1981), Eagle Rock